# Tranzit
"Tranzit" är en musiksingel av den albanska sångerskan Aurela Gaçe. Låten är skriven av Aurela själv, tillsammans med rapparen Dr. Flori. Låten är komponerad och orkestrerad av den populäre kompositören Alban Kondi tillsammans med Edlir Begolli.
Låtens musikvideo spelades in i Albaniens huvudstad Tirana i oktober 2011, veckor innan Gaçe födde sin första dotter.
 Låten är tillägnad Gaçes dotter, Grace, som föddes i oktober 2011.